# Trianon-Masp (métro de São Paulo)
Trianon-Masp (en portugais : Estação Trianon-Masp), est une station de la ligne 2 (Verte) du métro de São Paulo. Elle est accessible à la hauteur du no 1485, avenue Paulista, dans le quartier de Cerqueira César à São Paulo au Brésil.
Elle dessert notamment le parc Trianon et le Musée d'art de São Paulo.

## Situation sur le réseau

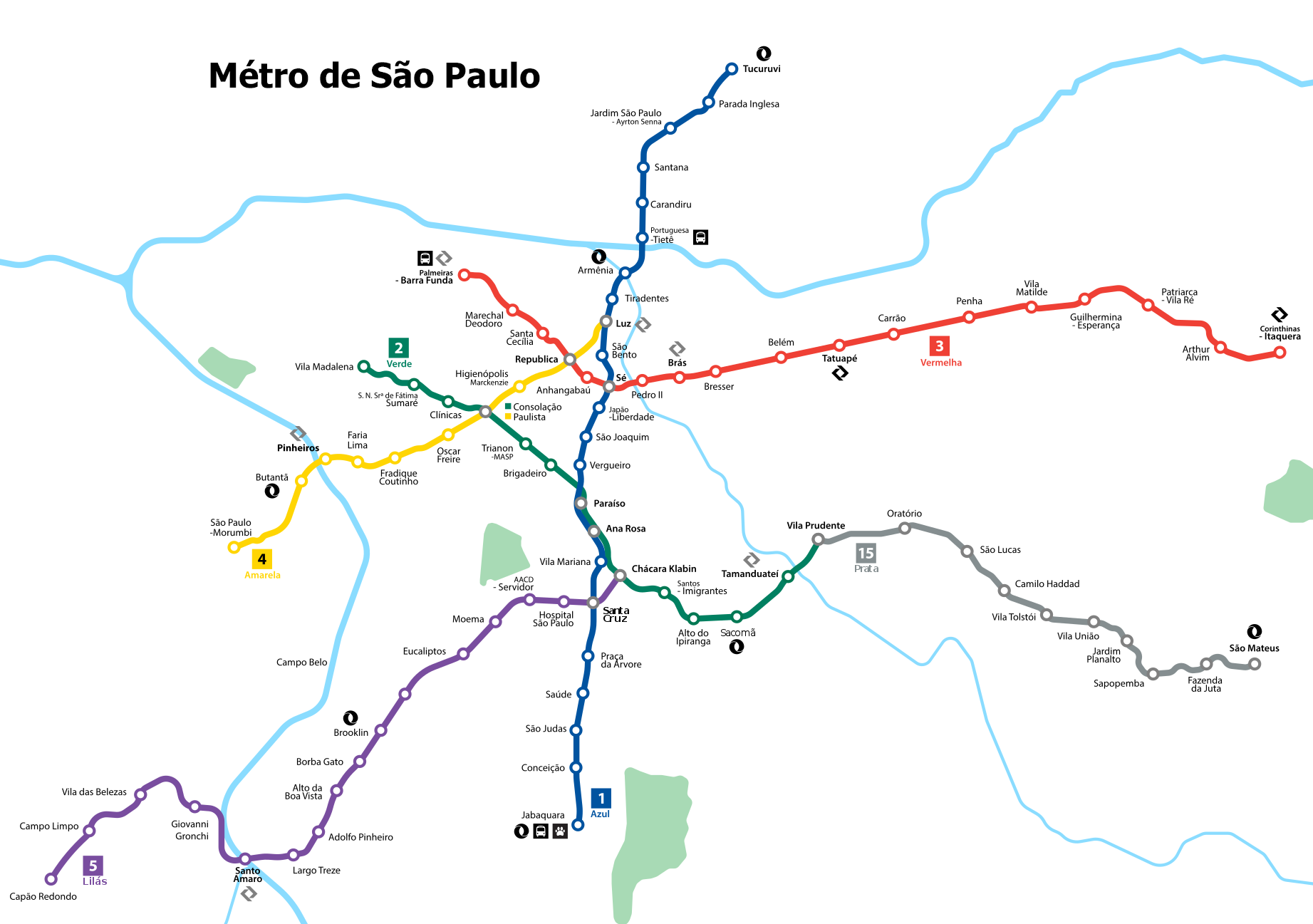
Plan du Métro de São Paulo 2020.

Établie en souterrain, la station Trianon-Masp est située sur la ligne 2 du métro de São Paulo (Verte), entre les stations Consolação, en direction du terminus Vila Madalena, et Brigadeiro, en direction du terminus Vila Prudente.

## Histoire
La station Trianon-Masp est inaugurée le 25 janvier 1991. C'est une station enterré, sous l'avenue Paulista, elle est organisée avec un quai central avec deux mezzanines de distribution situées aux extrémités du quai. Elle est accessible aux personnes à la mobilité réduite. Elle dispose d'une surface construite de 9 290 m2 et est prévue pour un transit maximum de vingt mille voyageurs par heure, en heure de pointe.

## Services aux voyageurs

### Accès et accueil
Son accès principal est situé à la hauteur du no 1485, avenue Paulista. Elle est accessible aux personnes à la mobilité réduite.

### Desserte
| Ligne                         | Terminus                      | Longueur (km) | Stations | Durée du voyage (min) | Opération (*)                                                       |
| ----------------------------- | ----------------------------- | ------------- | -------- | --------------------- | ------------------------------------------------------------------- |
| Ligne 2 du métro de São Paulo | Vila Madalena ↔ Vila Prudente | 14,7          | 14       | 28                    | Tous les jours, de 4h40 à 12h32; Les samedis jusqu'à 1h le dimanche |

Installations
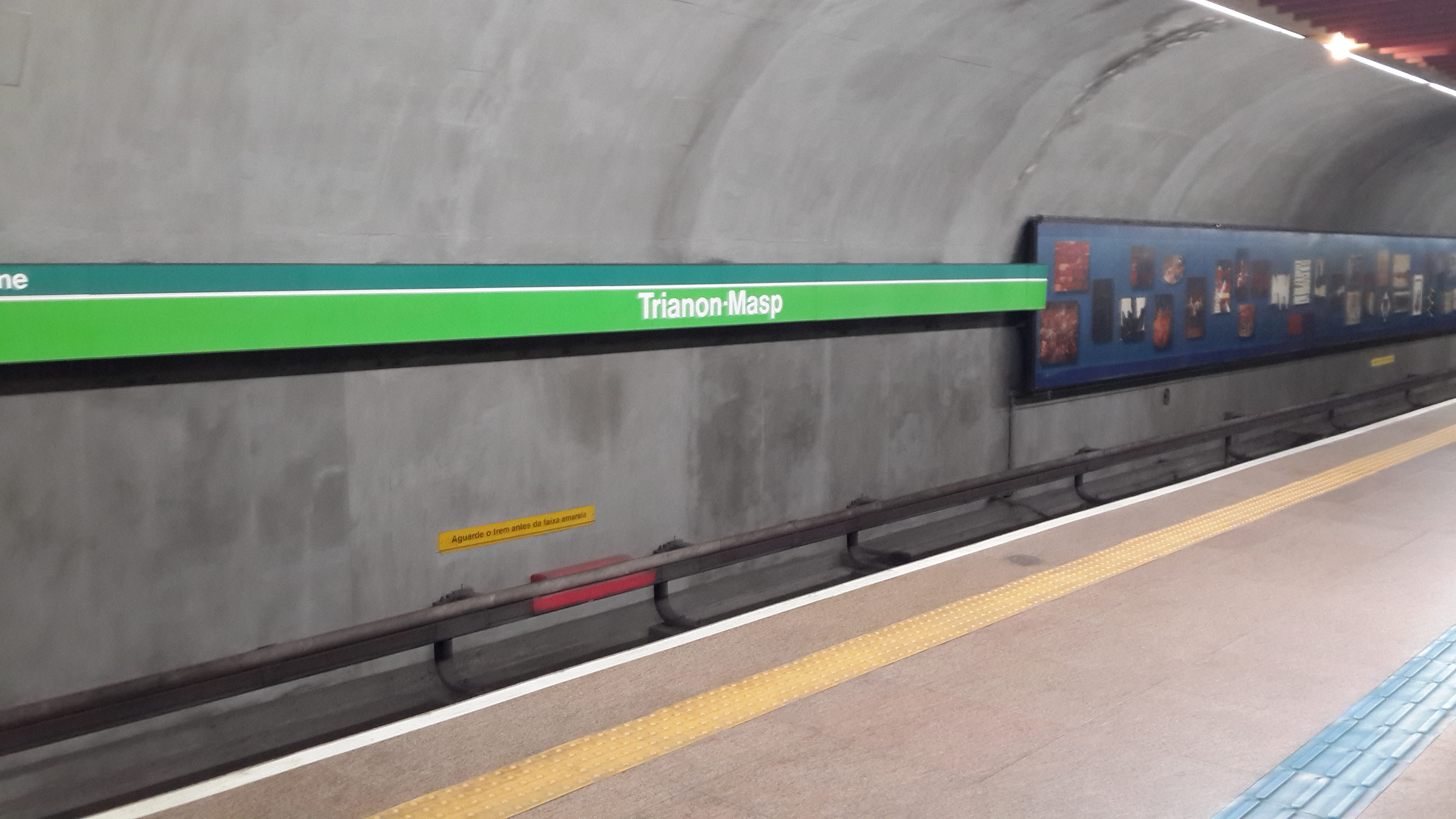
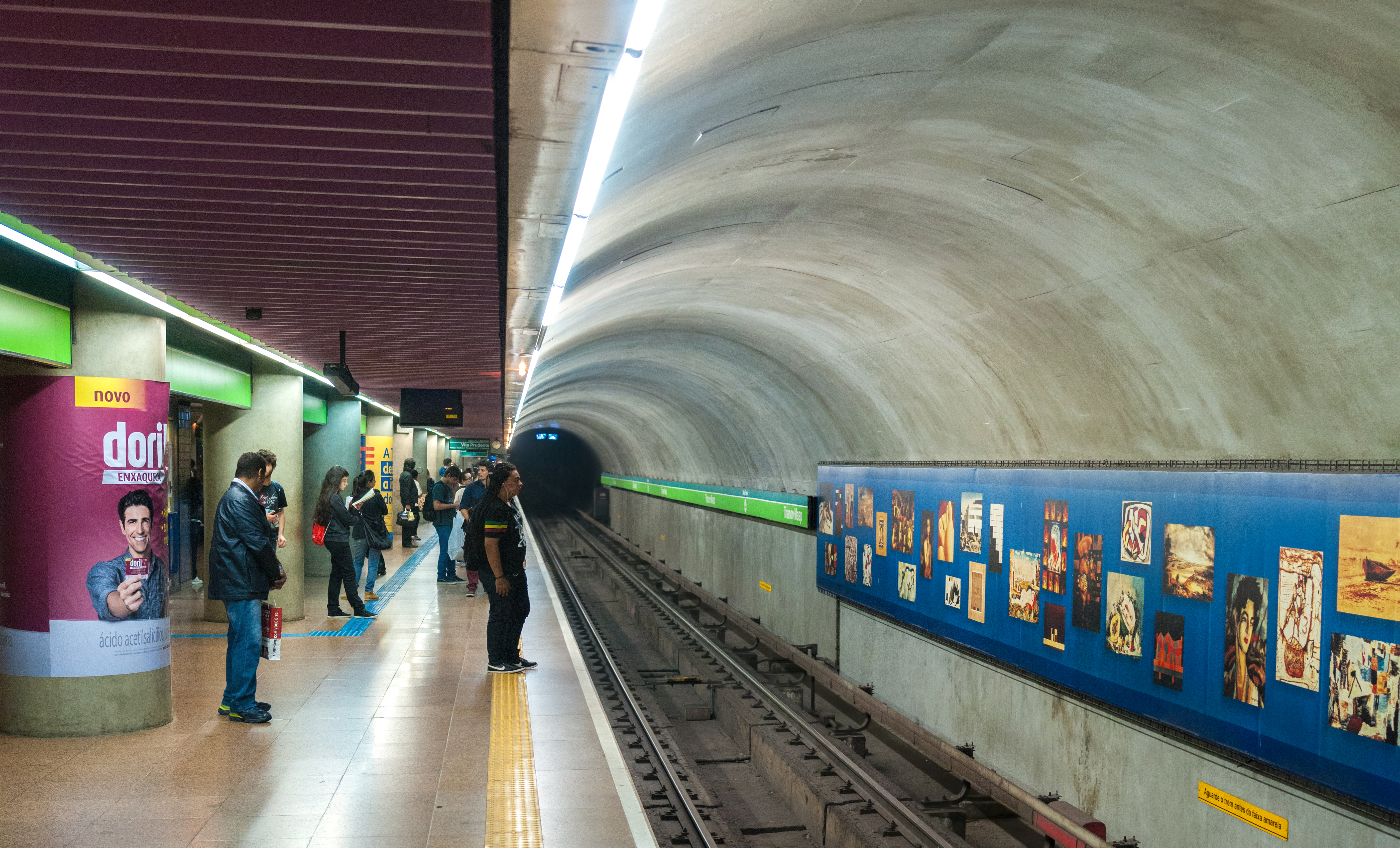

## Art dans le métro
Deux œuvres d'artistes sont installées dans la station : 
Um Espelho Mágico da Pintura no Brasil, de Wesley Duke Lee en 2001, est composée de deux panneaux recouverts d'une toile en vinyle de 2 m par 40 m par recouverte d'éléments numérisé, chrome et infographie. Elle est installée sur les deux quais latéraux ; 

Um Espelho Mágico da Pintura no Brasil, détails, de Wesley Duke
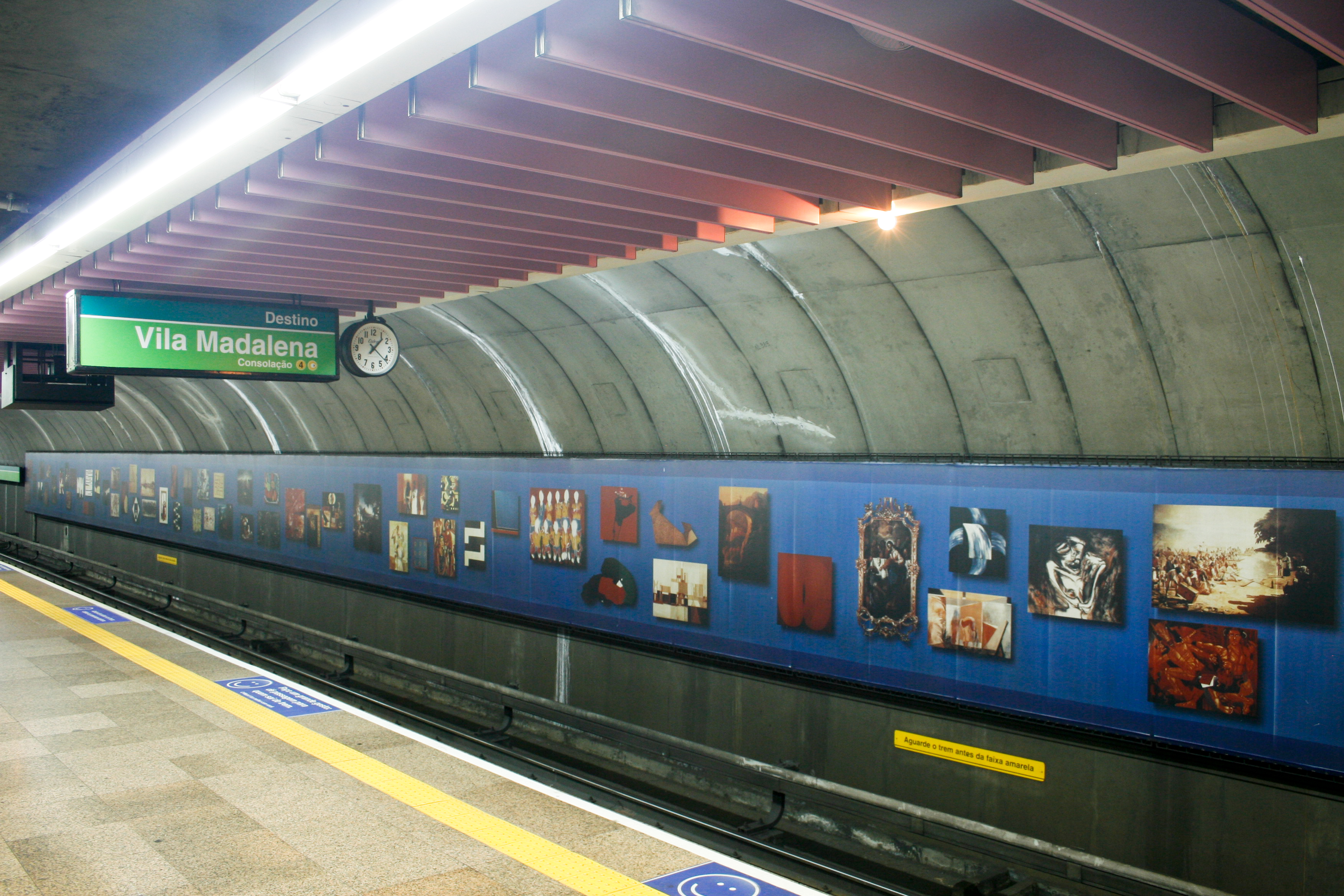
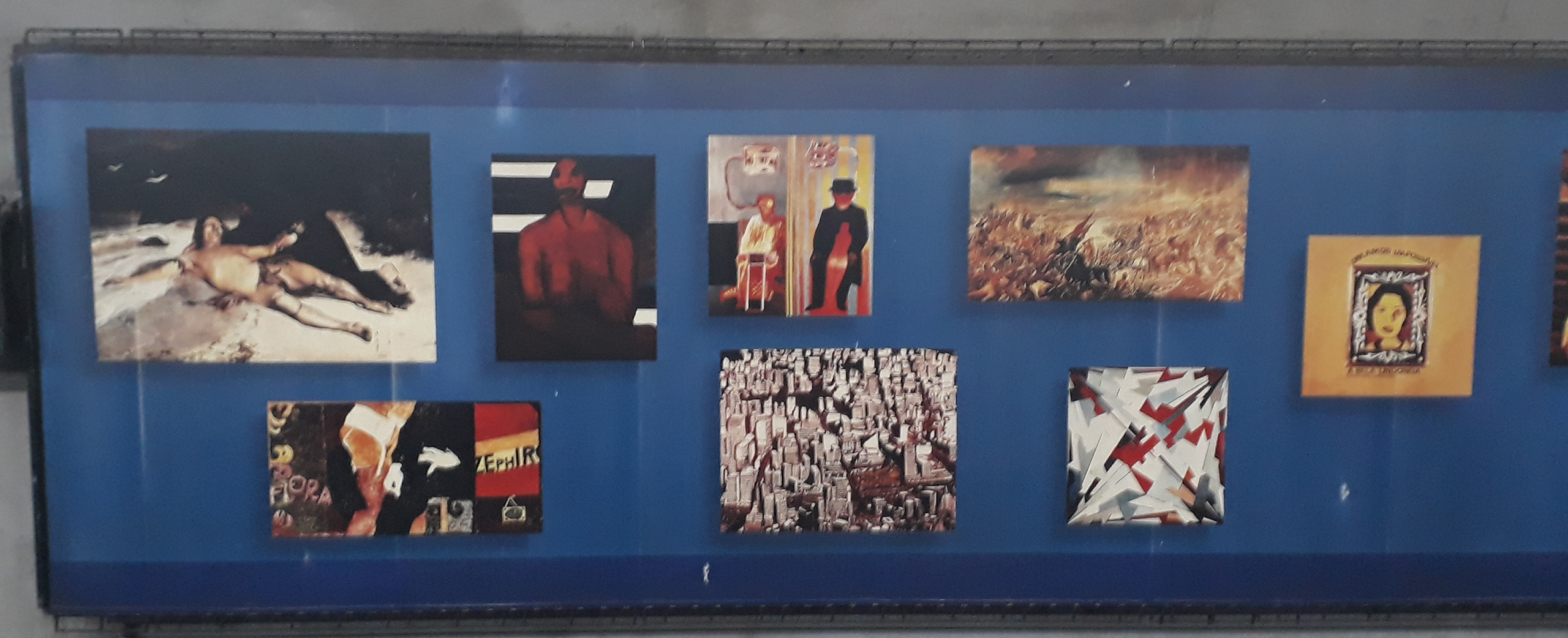

et Pássaro Rocca, de Francisco Brennand, est une sculpture, de 2,80 m par 0,40 m en céramique et argile émaillées, brulée à haute température. Elle est installée sur le quai central.

Pássaro Rocca', de Francisco Brennand
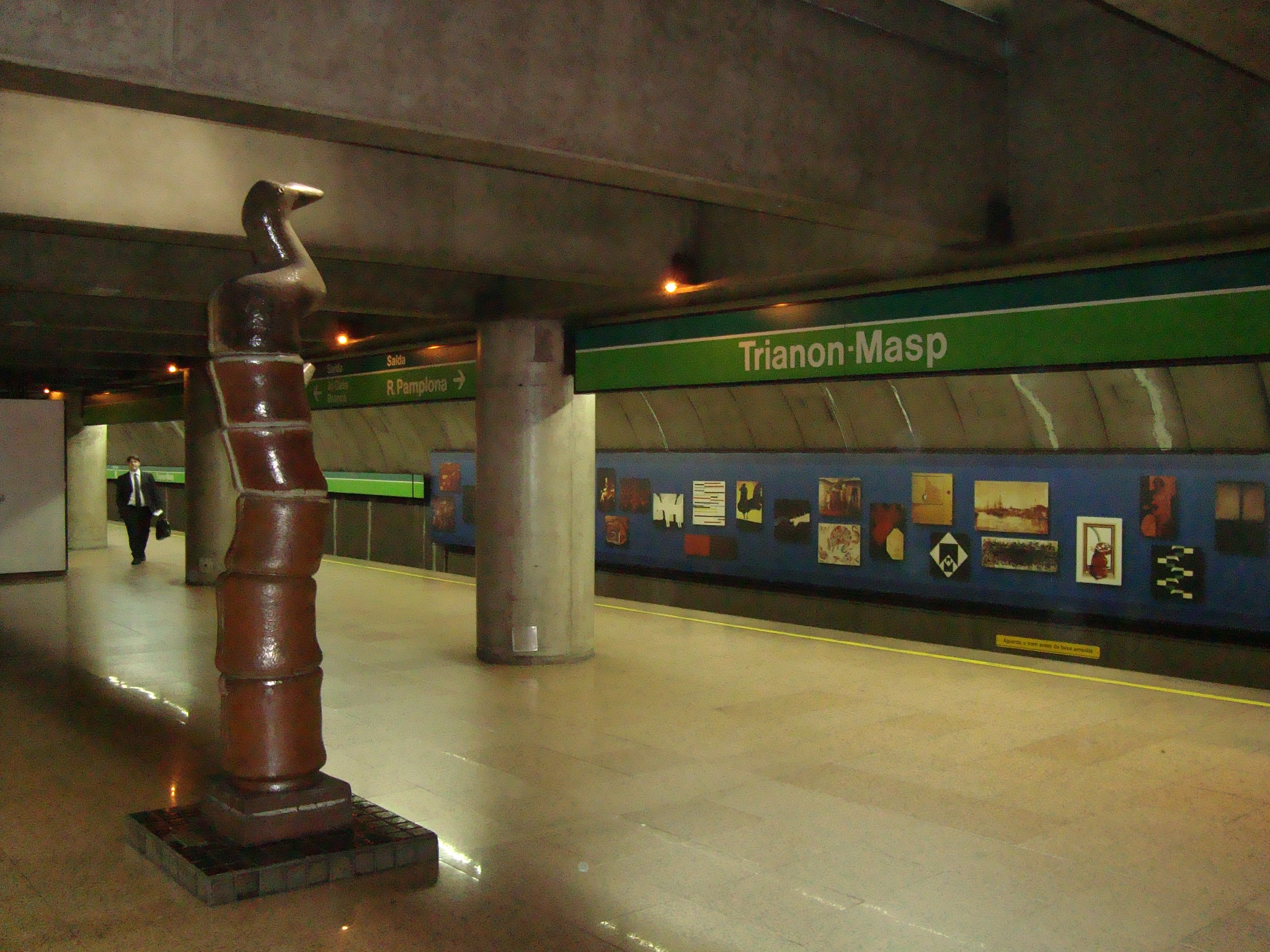
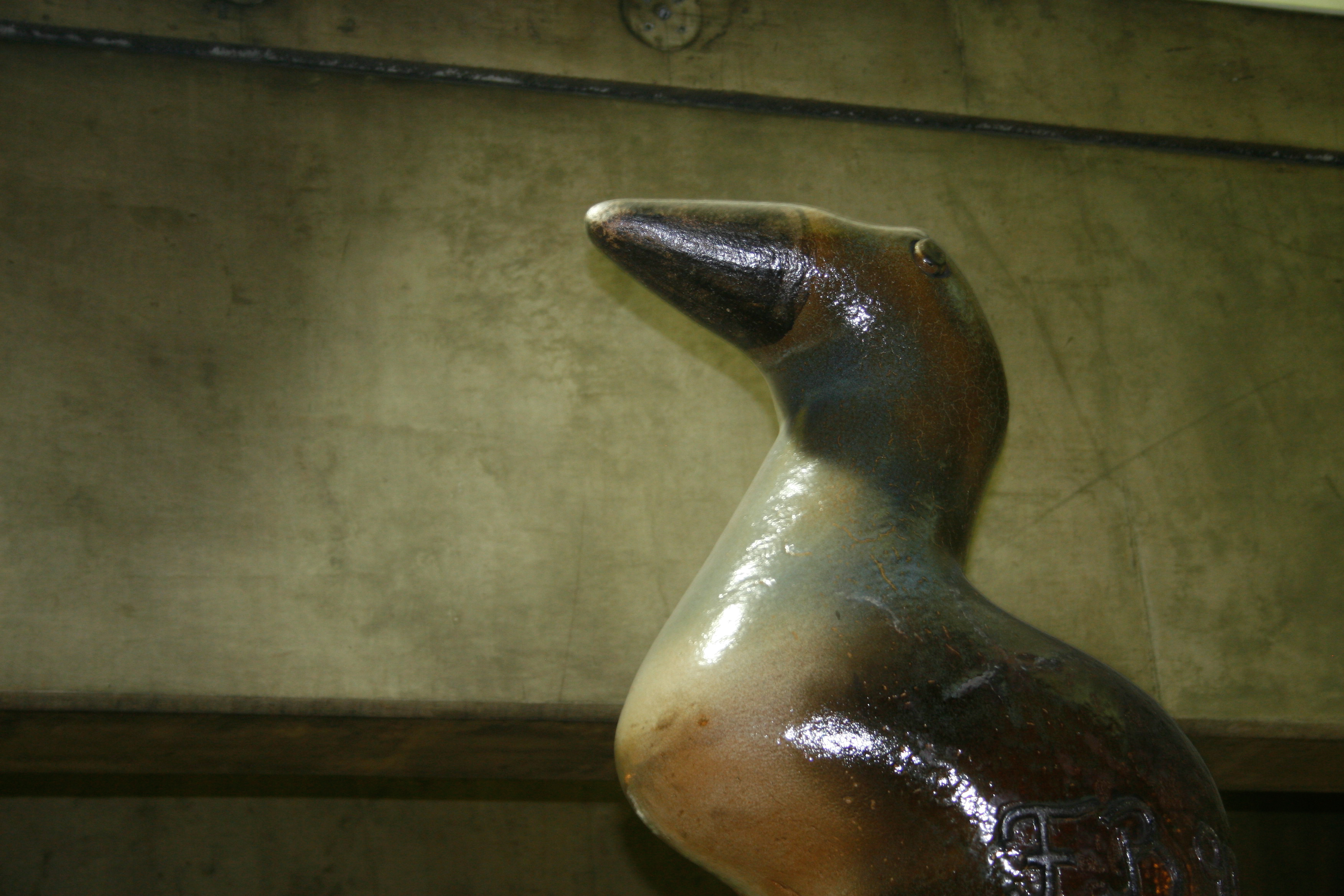
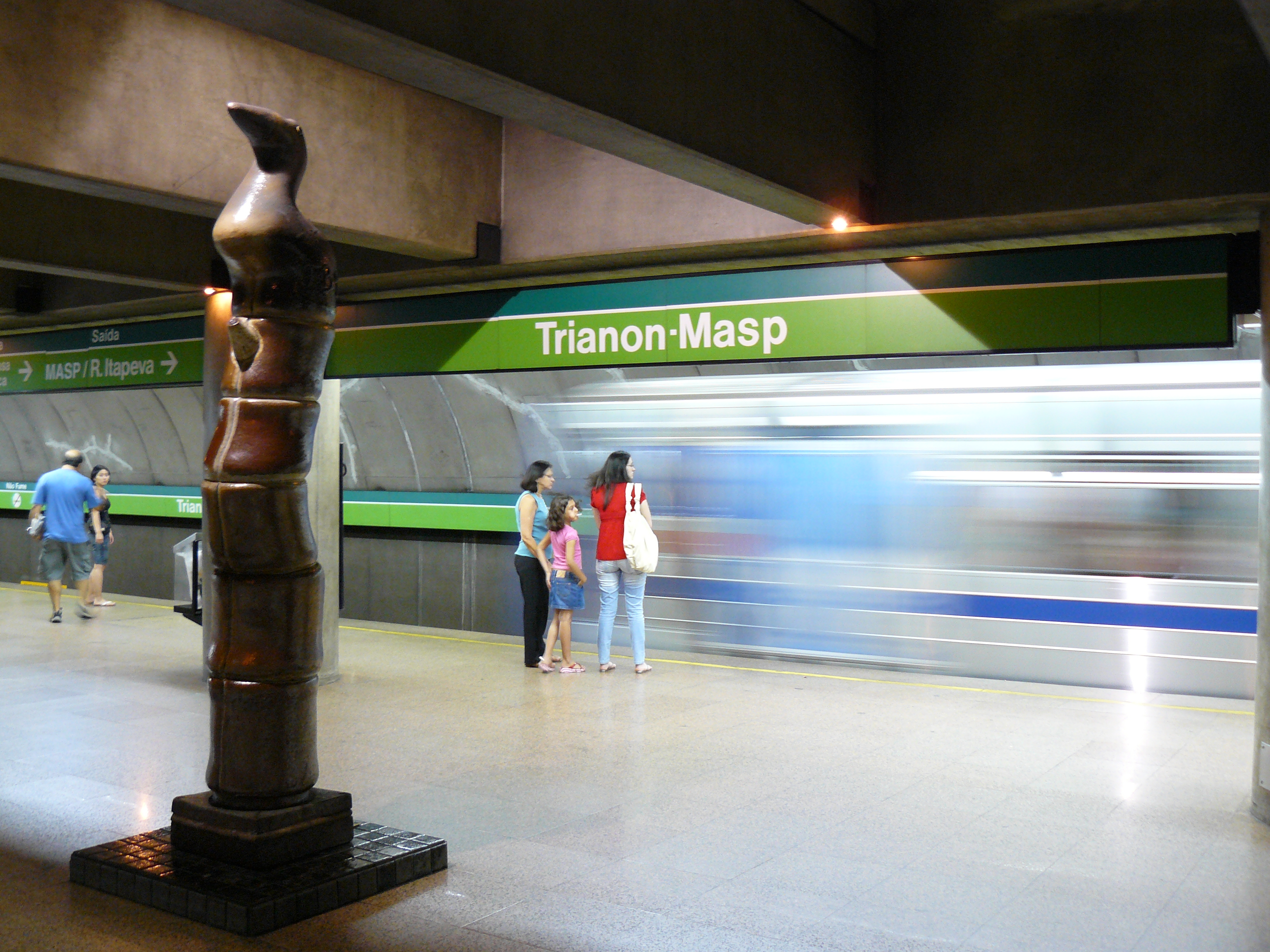

## À proximité
- Avenue Paulista
- Parc Trianon
- Musée d'art de São Paulo
- Cité Matarazzo
- Shopping Cidade São Paulo